# David Alegre
David Alegre Biosca (Barcelona, 6 september 1984) is een Spaans hockeyer.
Alegre is een middenvelder die ook als spits uit de voeten kan, nam met de Spaanse hockeyploeg deel aan drie Olympische Spelen (2004, 2008 en 2012). Bij de Olympische Spelen van 2008 in Peking werd de zilveren medaille behaald. Andere grote prijzen behaalde Alegre in 2004 toen goud werd behaald op de Champions Trophy en in 2005 toen Spanje Europees kampioen werd.  
Alegre speelde clubhockey in eigen land bij Real Club de Polo en ook in de Nederlandse Hoofdklasse in het shirt van Oranje Zwart. Alegre heeft een oudere broer, Ramón, die ook Spaans international is.